# Liemehna
Liemehna is een plaats in de Duitse gemeente Jesewitz, deelstaat Saksen.